# منتخب السعودية تحت 23 سنة لكرة القدم
منتخب السعودية تحت 23 سنة لكرة القدم، ويعرف أيضاً (بالمنتخب السعودي الأولمبي) هو ممثل السعودية الرسمي في المنافسات الدولية في كرة القدم تحت 23 سنة للرجال، يديره الاتحاد السعودي لكرة القدم ، شاركت السعودية في بطولة الخليج العربي تحت سن 23 عاماً، والتي فاز كأول منتخب خليجي حقق هذا اللقب، علماً بأن السعودية تأهلت إلى أولمبياد لوس أنجلوس عام 1984 وأولمبياد أتلانتا عام 1996.
في 19 يونيو 2022، تُوَّج المنتخب بكأس آسيا تحت 23 سنة لكرة القدم 2022 للمرة الأولى في تاريخه، بعد تغلبه على منتخب أوزبكستان الأولمبي في النهائي.

## سجل المنافسات

### الألعاب الأولمبية
| كرة القدم في الألعاب الأولمبية الصيفية | كرة القدم في الألعاب الأولمبية الصيفية | كرة القدم في الألعاب الأولمبية الصيفية | كرة القدم في الألعاب الأولمبية الصيفية | كرة القدم في الألعاب الأولمبية الصيفية | كرة القدم في الألعاب الأولمبية الصيفية | كرة القدم في الألعاب الأولمبية الصيفية | كرة القدم في الألعاب الأولمبية الصيفية | كرة القدم في الألعاب الأولمبية الصيفية | كرة القدم في الألعاب الأولمبية الصيفية |                                |
| السنة                                  | الجولة                                 | الترتيب                                | لعب                                    | فاز                                    | تعادل*                                 | خسر                                    | له                                     | عليه                                   | الفرق                                  |                                |
| -------------------------------------- | -------------------------------------- | -------------------------------------- | -------------------------------------- | -------------------------------------- | -------------------------------------- | -------------------------------------- | -------------------------------------- | -------------------------------------- | -------------------------------------- | ------------------------------ |
| 1908 إلى 1988 [الإنجليزية]             | طالع منتخب السعودية لكرة القدم         | طالع منتخب السعودية لكرة القدم         | طالع منتخب السعودية لكرة القدم         | طالع منتخب السعودية لكرة القدم         | طالع منتخب السعودية لكرة القدم         | طالع منتخب السعودية لكرة القدم         | طالع منتخب السعودية لكرة القدم         | طالع منتخب السعودية لكرة القدم         | طالع منتخب السعودية لكرة القدم         | طالع منتخب السعودية لكرة القدم |
| 1992                                   | لم يتأهل                               | لم يتأهل                               | لم يتأهل                               | لم يتأهل                               | لم يتأهل                               | لم يتأهل                               | لم يتأهل                               | لم يتأهل                               | لم يتأهل                               | لم يتأهل                       |
| 1996 [الإنجليزية] إلى                  | مرحلة المجموعات                        | 15                                     | 3                                      | 0                                      | 0                                      | 3                                      | 2                                      | 5                                      | 1996                                   |                                |
| 2000 [الإنجليزية] إلى 2016             | لم يتأهل                               | لم يتأهل                               | لم يتأهل                               | لم يتأهل                               | لم يتأهل                               | لم يتأهل                               | لم يتأهل                               | لم يتأهل                               | لم يتأهل                               | لم يتأهل                       |
| 2020                                   | مرحلة المجموعات                        | 15                                     | 3                                      | 0                                      | 0                                      | 3                                      | 4                                      | 8                                      | الفرق                                  |                                |
| المجموع                                | الأفضل: مرحلة المجموعات                | 2/8                                    | 6                                      | 0                                      | 0                                      | 6                                      | 6                                      | 13                                     | -                                      |                                |

*تشمل التعادلات مباريات خروج المغلوب التي تم تحديدها في ركلات الجزاء.

### كأس آسيا تحت 23 سنة لكرة القدم 2022
| كأس آسيا تحت 23 سنة لكرة القدم | كأس آسيا تحت 23 سنة لكرة القدم | كأس آسيا تحت 23 سنة لكرة القدم | كأس آسيا تحت 23 سنة لكرة القدم | كأس آسيا تحت 23 سنة لكرة القدم | كأس آسيا تحت 23 سنة لكرة القدم | كأس آسيا تحت 23 سنة لكرة القدم | كأس آسيا تحت 23 سنة لكرة القدم | كأس آسيا تحت 23 سنة لكرة القدم |     | سجل التأهل | سجل التأهل | سجل التأهل | سجل التأهل | سجل التأهل | سجل التأهل |
| السنة                          | الجولة                         | الترتيب                        | لعب                            | فوز                            | تعادل*                         | L                              | له                             | عليه                           | لعب | فوز        | تعادل      | L          | له         | عليه       |            |
| ------------------------------ | ------------------------------ | ------------------------------ | ------------------------------ | ------------------------------ | ------------------------------ | ------------------------------ | ------------------------------ | ------------------------------ | --- | ---------- | ---------- | ---------- | ---------- | ---------- | ---------- |
| 2013                           | الوصيف                         | 2                              | 6                              | 4                              | 0                              | 2                              | 9                              | 7                              | 5   | 4          | 1          | 0          | 15         | 2          |            |
| 2016                           | مرحلة المجموعات                | 12                             | 3                              | 0                              | 2                              | 1                              | 5                              | 6                              | 4   | 3          | 1          | 0          | 9          | 1          |            |
| 2018                           | مرحلة المجموعات                | 13                             | 3                              | 0                              | 2                              | 1                              | 2                              | 3                              | 3   | 2          | 0          | 1          | 11         | 3          |            |
| 2020                           | الوصيف                         | 2                              | 6                              | 4                              | 1                              | 1                              | 5                              | 2                              | 3   | 2          | 1          | 0          | 9          | 1          |            |
| 2022                           | البطل                          | 1                              | 6                              | 5                              | 1                              | 0                              | 13                             | 0                              |     |            |            |            |            |            |            |
| المجموع                        | الأفضل: البطل                  | -                              | 24                             | 13                             | 6                              | 5                              | 34                             | 18                             | 15  | 11         | 3          | 1          | 44         | 7          |            |

*تشمل التعادلات في مباريات خروج المغلوب التي تم تحديدها بركلات الترجيح.

### كأس الخليج العربي تحت سن 23 عاما
| سجلات بطولة كأس الخليج العربي تحت سن 23 سنة | سجلات بطولة كأس الخليج العربي تحت سن 23 سنة | سجلات بطولة كأس الخليج العربي تحت سن 23 سنة | سجلات بطولة كأس الخليج العربي تحت سن 23 سنة | سجلات بطولة كأس الخليج العربي تحت سن 23 سنة | سجلات بطولة كأس الخليج العربي تحت سن 23 سنة | سجلات بطولة كأس الخليج العربي تحت سن 23 سنة | سجلات بطولة كأس الخليج العربي تحت سن 23 سنة | سجلات بطولة كأس الخليج العربي تحت سن 23 سنة |
| عام                                         | النتيجة                                     | نقاط                                        | فوز                                         | تعادل                                       | خسارة                                       | له                                          | عليه                                        |                                             |
| ------------------------------------------- | ------------------------------------------- | ------------------------------------------- | ------------------------------------------- | ------------------------------------------- | ------------------------------------------- | ------------------------------------------- | ------------------------------------------- | ------------------------------------------- |
| كأس الخليج العربي تحت سن 23 بالسعودية       | بطل لدورة الخليج                            | 4                                           | 3                                           | 1                                           | 0                                           | 7                                           | 2                                           |                                             |
| كأس الخليج العربي تحت سن 23 بقطر            | خرج من دوري المجموعات                       | 2                                           | 0                                           | 1                                           | 1                                           | 1                                           | 2                                           |                                             |
| كأس الخليج العربي تحت سن 23 بقطر            | الحاصل على الترتيب الثالث                   | 4                                           | 3                                           | 0                                           | 1                                           | 11                                          | 5                                           |                                             |
| المجموع                                     |                                             | 10                                          | 6                                           | 2                                           | 1                                           | 18                                          | 8                                           |                                             |

## نتائج حديثة
فوز
  تعادل
  خسارة

### 2019
| مباراة ودية 25 يناير 2019 | السعودية                  | 2–1   | العراق             | الرياض، السعودية                      |
| 19:30 (ت ع م+03:00)       | عبد الله الحمدان 15'، 33' | تقرير | العماري 81' (ض.ج.) | الملعب: ملعب الأمير تركي بن عبدالعزيز |

| مباراة ودية 28 يناير 2019 | السعودية    | 1–3   | العراق                           | الرياض، السعودية         |
| 15:30 (ت ع م+03:00)       | الحجيلي 30' | تقرير | العماري ض.ج.' · مزهر · حسين جبار | الملعب: ملعب نادي الهلال |

| تصفيات بطولة آسيا تحت 23 عاما 2020 22 مارس 2019 | السعودية                                                                                       | 6–0   | المالديف | الرياض، السعودية                                                           |
| 20:25 (ت ع م+03:00)                             | عبد الرحمن اليامي 26' · عبد الله الحمدان 27'، 67'، 73' · عبد الرحمن غريب 49' · أيمن الخليف 78' | تقرير |          | الملعب: ملعب الأمير فيصل بن فهد الحضور: 122 الحكم: تاكوتو أوكابي (اليابان) |

| تصفيات بطولة آسيا تحت 23 عاما 2020 24 مارس 2019 | لبنان | 0–2   | السعودية                                  | الرياض، السعودية                                                           |
| 20:25 (ت ع م+03:00)                             |       | تقرير | عبد الرحمن اليامي 30' · سعد السلولي 90+3' | الملعب: ملعب الأمير فيصل بن فهد الحضور: 262 الحكم: عزيز أسيموف (أوزبكستان) |

| تصفيات بطولة آسيا تحت 23 عاما 2020 26 مارس 2019 | السعودية        | 1–1   | الإمارات العربية المتحدة | الرياض، السعودية                                                           |
| 20:25 (ت ع م+03:00)                             | سعد السلولي 64' | تقرير | زايد العامري 51'         | الملعب: ملعب الأمير فيصل بن فهد الحضور: 300 الحكم: تاكوتو أوكابي (اليابان) |

| مباراة ودية 7 سبتمبر 2019 | مصر                                                                                    | 4–1   | السعودية             | السويس، مصر         |
| 19:00 (ت ع م+02:00)       | طاهر محمد طاهر 3' (ض.ج.) · رمضان صبحي 12' (ض.ج.) · أحمد أبو الفتوح 25' · صلاح محسن 49' | تقرير | عبد الإله العمري 29' | الملعب: ملعب السويس |

| مباراة ودية 10 سبتمبر 2019 | مصر           | 1–0   | السعودية | القاهرة الجديدة، مصر   |
| 19:00 (ت ع م+02:00)        | أسامة جلال 6' | تقرير |          | الملعب: ملعب بتروسبورت |

| مباراة ودية 11 أكتوبر 2019 | السعودية            | 1–0   | الأردن | تشونغتشينغ، الصين           |
| 15:00 (ت ع م+08:00)        | عبد الرحمن غريب 51' | تقرير |        | الملعب: مركز وانتشو الرياضي |

| مباراة ودية 13 أكتوبر 2019 | الصين | 0–0   | السعودية | تشونغتشينغ، الصين           |
| 19:35 (ت ع م+08:00)        |       | تقرير |          | الملعب: مركز وانتشو الرياضي |

| مباراة ودية 15 أكتوبر 2019 | السعودية    | 1–1 | إندونيسيا | تشونغتشينغ، الصين           |
| 15:00 (ت ع م+08:00)        | السلولي 10' |     | 15'       | الملعب: مركز وانتشو الرياضي |

| مباراة ودية 13 نوفمبر 2019 | السعودية | 0–2   | كوريا الجنوبية                     | دبي، الإمارات العربية المتحدة |
| 16:15 (ت ع م+04:00)        |          | تقرير | لي دونغ جون ‏ 55' · تشو غو سونغ 77' | الملعب: ملعب نادي دبي         |

| مباراة ودية 15 نوفمبر 2019 | السعودية | 0–2   | الإمارات العربية المتحدة                    | دبي، الإمارات العربية المتحدة |
| 18:15 (ت ع م+04:00)        |          | تقرير | محمد الحمادي (لاعب كرة قدم إماراتي) 5'، 22' | الملعب: ملعب نادي دبي         |

| مباراة ودية 17 نوفمبر 2019 | السعودية                          | 2–1   | البحرين | دبي، الإمارات العربية المتحدة |
| 18:15 (ت ع م+04:00)        | فواز الطريس 34' · محمد المجحد 75' | تقرير | 68'     | الملعب: ملعب ذياب أوانا       |

| مباراة ودية 19 نوفمبر 2019 | السعودية                         | 2–2   | أوزبكستان | دبي، الإمارات العربية المتحدة |
| 18:00 (ت ع م+04:00)        | سعد السلولي 3' · سامي النجعي 18' | تقرير |           | الملعب: ملعب ذياب أوانا       |

| مباراة ودية 27 ديسمبر 2019 | السعودية       | 1–1   | الأردن    | شاه عالم، ماليزيا     |
| 16:00 (ت ع م+08:00)        | حسين العيسى 9' | تقرير | ألوان 41' | الملعب: ملعب شاه عالم |

### 2020
| مباراة ودية 3 يناير 2020 | تايلاند | 0–1   | السعودية             | نونثابوري، تايلاند            |
| 17:00 (ت ع م+07:00)      |         | تقرير | عبد الله الحمدان 43' | الملعب: ملعب مقاطعة نونثابوري |

| بطولة آسيا تحت 23 عاما 2020 9 يناير 2020 | اليابان            | 1–2   | السعودية                                     | رانجسيت [الإنجليزية]، تايلاند                                                  |
| 20:15 (ت ع م+07:00)                      | ريوتارو ميشينو 56' | تقرير | أيمن الخليف 48' · عبد الرحمن غريب 88' (ض.ج.) | الملعب: ملعب تاماسات الحضور: 1,433 الحكم: كريس بيث (اتحاد أستراليا لكرة القدم) |

| بطولة آسيا تحت 23 عاما 2020 12 يناير 2020 | السعودية | 0–0   | قطر | رانجسيت [الإنجليزية]، تايلاند                                |
| 17:15 (ت ع م+07:00)                       |          | تقرير |     | الملعب: ملعب تاماسات الحكم: ما نينغ (اتحاد الصين لكرة القدم) |

| بطولة آسيا تحت 23 عاما 2020 15 يناير 2020 | السعودية           | 1–0   | سوريا | رانجسيت [الإنجليزية]، تايلاند                                                 |
| 20:15 (ت ع م+07:00)                       | *فراس البريكان 80' | تقرير |       | الملعب: ملعب تاماسات الحكم: هيتيكامكانامغي بيريرا (اتحاد سريلانكا لكرة القدم) |

| بطولة آسيا تحت 23 عاما 2020 18 يناير 2020 | السعودية                    | 1–0   | تايلاند | رانجسيت [الإنجليزية]، تايلاند                                                 |
| 17:15 (ت ع م+07:00)                       | عبد الله الحمدان 78' (ض.ج.) | تقرير |         | الملعب: ملعب تاماسات الحضور: 14,958 الحكم: أحمد الكاف (اتحاد عمان لكرة القدم) |

| بطولة آسيا تحت 23 عاما 2020 22 يناير 2020 | السعودية             | 1–0   | أوزبكستان | بانكوك، تايلاند                                                       |
| 17:15 (ت ع م+07:00)                       | عبد الله الحمدان 87' | تقرير |           | الملعب: ملعب راجامانغالا الحكم: ريوجي ساتو (اتحاد اليابان لكرة القدم) |

| نهائي بطولة آسيا تحت 23 عاما 2020 26 يناير 2020 | كوريا الجنوبية     | 1–0 (ب.و.إ.) | السعودية | بانكوك، تايلاند                                                      |
| 19:30 (ت ع م+07:00)                             | جيونغ تاي ووك 114' | تقرير        |          | الملعب: ملعب راجامانغالا الحكم: كريس بيث (اتحاد أستراليا لكرة القدم) |

| مباراة ودية 13 أكتوبر 2020 | السعودية | 0–0   | ساحل العاج | الدمام، السعودية                |
| 18:00 (ت ع م+03:00)        |          | تقرير |            | الملعب: ملعب الأمير محمد بن فهد |

| مباراة ودية 14 نوفمبر 2020 | السعودية                                                                            | 3–2   | جنوب إفريقيا                 | جدة، السعودية                         |
| 19:30 (ت ع م+03:00)        | سامي النجعي 45+1' · ناصر العمران (لاعب كرة قدم سعودي) 88' (ض.ج.) · رمزي صولان 90+2' | تقرير | ليباسا 42' · فاجري لاكاي 89' | الملعب: مدينة الملك عبد الله الرياضية |

| مباراة ودية 17 نوفمبر 2020 | السعودية | ضدّ | جنوب إفريقيا | جدة، السعودية |
| (ت ع م+03:00)              |          |    |              |               |

## اللاعبين

### التشكيلة الحالية
- اختيار اللاعبين الـ 23 التالية أسماؤهم للمشاركة في كأس آسيا تحت 23 سنة لكرة القدم 2022.[2]
- بتاريخ: 3 – 19 يونيو 2022
- المنافسة:  طاجيكستان،  اليابان،  الإمارات العربية المتحدة،  فيتنام،  أستراليا،  أوزبكستان.

| الرقم | المركز | اللاعب             | تاريخ الميلاد (العمر) | لعب | سجل | النادي        |
| ----- | ------ | ------------------ | --------------------- | --- | --- | ------------- |
| 1     | حارس   | نواف العقيدي       | 10 مايو 2000          |     |     | نادي النصر    |
| 21    | حارس   | عبد الرحمن الصانبي | 03 فبراير 2001        |     |     | النادي الأهلي |
| 22    | حارس   | عبد الرحمن الشمري  | 09 يوليو 2000         |     |     | نادي نجران    |
|       |        |                    |                       |     |     |               |
| 2     | دفاع   | سعد يسلم بالعبيد   | 27 يناير 2000         |     |     | نادي التعاون  |
| 3     | دفاع   | وليد الأحمد        | 3 مايو 1999           |     |     | نادي الفيصلي  |
| 4     | دفاع   | خليفة الدوسري      | 2 يناير 1999          |     |     | نادي الفتح    |
| 5     | دفاع   | حسان تمبكتي        | 9 فبراير 1999         |     |     | نادي الشباب   |
| 12    | دفاع   | متعب الحربي        | 19 فبراير 2000        |     |     | نادي الشباب   |
| 13    | دفاع   | حمد اليامي         | 17 مايو 1999          |     |     | نادي الهلال   |
| 23    | دفاع   | سعود عبد الحميد    | 18 يوليو 1999         |     |     | نادي الهلال   |
|       |        |                    |                       |     |     |               |
| 6     | وسط    | إبراهيم محنشي      | 18 نوفمبر 1999        |     |     | نادي الاتفاق  |
| 7     | وسط    | أيمن يحيى          | 14 مايو 2001          |     |     | نادي النصر    |
| 8     | وسط    | حامد الغامدي       | 2 أبريل 1999          |     |     | نادي الاتفاق  |
| 10    | وسط    | تركي العمار        | 24 سبتمبر 1999        |     |     | نادي الشباب   |
| 11    | وسط    | أحمد الغامدي       | 20 سبتمبر 2001        |     |     | نادي الاتفاق  |
| 14    | وسط    | عوض الناشري        | 15 مارس 2002          |     |     | نادي الاتحاد  |
| 15    | وسط    | حسين العيسى        | 29 ديسمبر 2000        |     |     | نادي الباطن   |
| 16    | وسط    | زياد الجهني        | 11 نوفمبر 2001        |     |     | النادي الأهلي |
| 18    | وسط    | مشعل الصبياني      | 11 أبريل 2001         |     |     | نادي الفيصلي  |
|       |        |                    |                       |     |     |               |
| 9     | هجوم   | فراس البريكان      | 14 مايو 2000          |     |     | نادي الفتح    |
| 17    | هجوم   | هيثم عسيري         | 23 يناير 2000         |     |     | النادي الأهلي |
| 19    | هجوم   | عبد الله رديف      | 20 يناير 2003         |     |     | نادي الهلال   |
| 20    | هجوم   | محمد مران          | 15 فبراير 2001        |     |     | نادي النصر    |

### عمليات الاستدعاء الاخيرة
تم استدعاء اللاعبين التالية أسماؤهم إلى تشكيلة المنتخب السعودي تحت 23 سنة في الأشهر الـ 22 الماضية ويظلون مؤهلين.

| المركز | اسم اللاعب                         | تاريخ الميلاد (العمر) | لعب | سجل | النادي                   | الردود المتأخرة                            |
| --- | ---------------------------------- | --------------------- | --- | --- | ------------------------ | ------------------------------------------ |
| حارس مرمى | زيد البواردي                       | 26 يناير 1997         |     |     | نادي الشباب (السعودية)   | ضد. ساحل العاج, 13 أكتوبر 2020             |
| حارس مرمى | محمد الربيعي (لاعب كرة قدم سعودي)  | 14 أغسطس 1997         |     |     | النادي الأهلي (السعودية) | .ضد ساحل العاج, 13 أكتوبر 2020             |
| |                                    |                       |     |     |                          |                                            |
| مدافع | فهد الحربي                         | 25 فبراير 1997        |     |     | نادي الفتح (السعودية)    | .ضد جنوب إفريقيا, 14 نوفمبر 2020INJ        |
| مدافع | خالد الدبيش                        | 27 نوفمبر 1998        |     |     | نادي الشباب (السعودية)   | .ضد ساحل العاج, 13 أكتوبر 2020             |
| مدافع | عون السلولي                        | 2 سبتمبر 1998         |     |     | نادي الاتحاد (السعودية)  | .ضد ساحل العاج, 13 أكتوبر 2020             |
| مدافع | عبد الله حسون                      | 19 مارس 1997          |     |     | النادي الأهلي (السعودية) | ضد. ساحل العاج, 13 أكتوبر 2020             |
| مدافع | حسان تمبكتي                        | 9 فبراير 1999         |     |     | نادي الشباب (السعودية)   | .ضد ساحل العاج, 13 أكتوبر 2020             |
| مدافع | محمد الشنقيطي (لاعب كرة قدم سعودي) | 15 مايو 1999          |     |     | نادي الطائي              | بطولة آسيا تحت 23 عاما 2020 PRE            |
| مدافع | عمر العودة                         | 28 ديسمبر 1998        |     |     | نادي الباطن              | .ضد أوزبكستان, 19 نوفمبر 2019              |
| مدافع | حسين قاسم                          | 21 سبتمبر 1997        |     |     | نادي الفيصلي (السعودية)  | .ضد الإمارات العربية المتحدة, 26 مارس 2019 |
| |                                    |                       |     |     |                          |                                            |
| لاعب وسط | خالد الغنام                        | 7 نوفمبر 2000         |     |     | نادي النصر (السعودية)    | .ضد ساحل العاج, 13 أكتوبر 2020             |
| لاعب وسط | محمد المجحد                        | 16 يوليو 1998         |     |     | النادي الأهلي (السعودية) | .ضد ساحل العاج, 13 أكتوبر 2020             |
| لاعب وسط | أيمن يحيى                          | 14 مايو 2001          |     |     | نادي النصر (السعودية)    | .ضد ساحل العاج, 13 أكتوبر 2020             |
| لاعب وسط | ناصر الدوسري (لاعب كرة قدم)        | 19 ديسمبر 1998        |     |     | نادي الهلال (السعودية)   | . ضد ساحل العاج, 13 أكتوبر 2020INJ         |
| لاعب وسط | يوسف الحربي                        | 16 مارس 1997          |     |     | النادي الأهلي (السعودية) | بطولة آسيا تحت 23 عاما 2020                |
| لاعب وسط | تركي العمار                        | 23 سبتمبر 1999        |     |     | نادي الشباب (السعودية)   | .ضد أوزبكستان, 19 نوفمبر 2019              |
| لاعب وسط | علي الأسمري                        | 12 يناير 1997         |     |     | النادي الأهلي (السعودية) | .ضد أوزبكستان, 19 نوفمبر 2019              |
| لاعب وسط | فرج الغشيان                        | 28 أبريل 2000         |     |     | نادي النصر (السعودية)    | .ضد إندونيسيا, 15 أكتوبر 2019              |
| لاعب وسط | عبد المحسن القحطاني                | 5 يونيو 1999          |     |     | نادي القادسية (السعودية) | ضد. إندونيسيا, 15 أكتوبر 2019              |
| لاعب وسط | راكان الشملان                      | 14 يوليو 1998         |     |     | نادي الباطن              | .ضد إندونيسيا, 15 أكتوبر 2019              |
| لاعب وسط | حسن القيد                          | 13 أبريل 1998         |     |     | النادي الأهلي (السعودية) | .ضد مصر, 10 سبتمبر 2019                    |
| لاعب وسط | أيمن الحجيلي                       | 1 يوليو 1998          |     |     | نادي ضمك                 | .ضد الإمارات العربية المتحدة, 26 مارس 2019 |
| لاعب وسط | خالد السميري                       | 1 يناير 1997          |     |     | نادي الاتحاد (السعودية)  | .ضد الإمارات العربية المتحدة, 26 مارس 2019 |
| |                                    |                       |     |     |                          |                                            |
| مهاجم | هارون كمارا                        | 1 يناير 1998          |     |     | نادي الاتحاد (السعودية)  | ضد. جنوب إفريقيا, 14 نوفمبر 2020INJ        |
| مهاجم | فراس البريكان                      | 14 مايو 2000          |     |     | نادي النصر (السعودية)    | ضد. ساحل العاج, 13 أكتوبر 2020             |
| مهاجم | عبد الله الحمدان                   | 12 سبتمبر 1999        |     |     | نادي الشباب (السعودية)   | ضد. ساحل العاج, 13 أكتوبر 2020             |
| مهاجم | عبد الرحمن اليامي                  | 19 يونيو 1997         |     |     | نادي الاتحاد (السعودية)  | ضد. ساحل العاج, 13 أكتوبر 2020             |
| مهاجم | منصور المولد                       | 24 يناير 1997         |     |     | نادي التعاون (السعودية)  | ضد. مصر, 10 سبتمبر 2019                    |
| - INJ انسحب اللاعب من التشكيلة بسبب إصابة - PRE التشكيلة الأولية - RET اعتزل المنتخب الوطني - SUS إيقاف اللاعب |                                    |                       |     |     |                          |                                            |

## وصلات خارجية
- الموقع الرسمي للإتحاد السعودي لكرة القدم